# Florian Gless
Florian Gless (* 5. März 1968) ist ein deutscher Journalist.

## Leben und Wirken
Gless absolvierte ein Studium in Geschichte, Romanistik und Literaturwissenschaft, das er mit dem Magister Artium abschloss, um eine Karriere als Journalist einzuschlagen. Während des Studiums jobbte er bereits als Hörfunk-Reporter beim NDR. Ans Studium schloss er eine journalistische Ausbildung an der Henri-Nannen-Schule an. Danach arbeitete er von 1998 bis Ende 1999 bei der Zeitschrift Der Spiegel und wechselte nach zwei Jahren zum Magazin Stern, wo er 14 Jahre blieb. 2014 wurde er zum Chefredakteur der deutschen Ausgabe der Zeitschrift National Geographic und der P.M.-Gruppe befördert. 2018 stieg er zum Herausgeber der Wissen-Gruppe bei Gruner+Jahr (Geo, National Geographic, P.M.) auf.
Ab dem 1. Januar 2019 war er zusammen mit Anna-Beeke Gretemeier als Chefredakteur der Marke Stern tätig. In dieser Funktion war Gless auch Mitglied der Jury des Henri-Nannen-Preises. Im Mai 2022 verließ Gless den Stern und den Verlag Gruner+Jahr. Seit Anfang 2024 ist Gless Unternehmensberater.
Gless wuchs in Eckernförde/Ostsee auf. Er lebt in Hamburg und hat vier Kinder.